# Inginocchiati straniero... I cadaveri non fanno ombra!
Inginocchiati straniero... I cadaveri non fanno ombra! è un film del 1970, diretto da Demofilo Fidani.

## Trama
Lazar Peacock, un cacciatore di taglie spregiudicato, la strada è comparsa di cadaveri, giunge a Palo Pinto, una cittadina ai confini del Messico, nella quale spadroneggia Barret, proprietario di una miniera d'oro in cui lavorano i poveri peones.